# Dagsboro
Dagsboro es un pueblo ubicado en el condado de Sussex en el estado estadounidense de Delaware. En el año 2000 tenía una población de 519 habitantes y una densidad poblacional de 158.1 personas por km².

## Geografía
Dagsboro se encuentra ubicado en las coordenadas 38°32′54″N 75°14′47″O / 38.54833, -75.24639.

## Demografía
Según la Oficina del Censo en 2000 los ingresos medios por hogar en la localidad eran de $37,596, y los ingresos medios por familia eran $43,750. Los hombres tenían unos ingresos medios de $36,667 frente a los $27,250 para las mujeres. La renta per cápita para la localidad era de $21,322. Alrededor del 5.9% de la población estaban por debajo del umbral de pobreza.